# Kalniszki (rejon solecznicki)
Kalniszki (lit. Kalniškės) − wieś na Litwie, w gminie rejonowej Soleczniki, 3 km na północny wschód od Kamionki, zamieszkana przez 34 ludzi. Przed II wojną światową w Polsce, w powiecie wileńsko-trockim województwa wileńskiego.